# Powiat Ciechanowski
Der Powiat Ciechanowski ist ein Powiat (Kreis) in der Woiwodschaft Masowien in Polen. Der Powiat hat eine Fläche von 1062,6 km² auf der etwa 91.500 Einwohner leben.

## Geschichte
Von 1939 bis 1945 war das Gebiet als Landkreis Zichenau (Ciechanów) Teil des neuen Regierungsbezirkes Zichenau der Provinz Ostpreußen.

## Gemeinden
Der Powiat umfasst neun Gemeinden, davon eine Stadtgemeinde, eine Stadt-und-Land-Gemeinde und sieben Landgemeinden.

### Stadtgemeinde
- Ciechanów

### Stadt-und-Land-Gemeinde
- Glinojeck

### Landgemeinde
- Ciechanów
- Gołymin-Ośrodek
- Grudusk
- Ojrzeń
- Opinogóra Górna
- Regimin
- Sońsk